# Tram van Nottingham

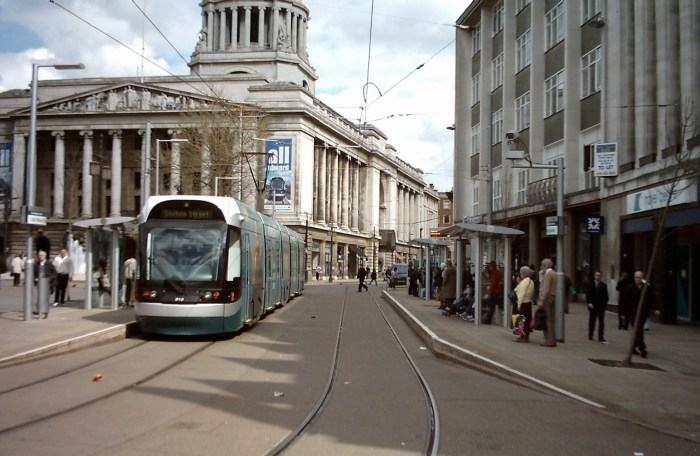
Tram van de Nottingham Express Transit kort na de opening op 20 april 2004

Nottingham Express Transit (NET) is het trambedrijf in de Britse stad Nottingham.
In 2002 hebben de stad Nottingham en het graafschap Nottinghamshire een 30,5-jarige concessie verleend aan het consortium Arrow (bestaande uit onder andere Bombardier Transportation en Carillion) voor de aanleg van de railinfrastructuur en de bouw van de tramvoertuigen. Arrow heeft het Nottingham Tram Consortium gecontracteerd voor een periode van 27 jaar voor het beheer en exploitatie van het netwerk. Het Nottingham Tram Consortium is een joint venture van het stadsvervoerbedrijf Nottingham City Transport en het Franse vervoersconcern Transdev.
Op 9 maart 2004 werd de eerste lijn voor het publiek in gebruik genomen. Deze lijn is 14 kilometer lang en loopt van het spoorwegstation via het centrum naar de plaats Hucknall. De lijn heeft een korte zijtak naar Phoenix Park. 5 van de 23 haltes zijn voorzien van een P+R-terrein. Op het tramnet doen 15 trams van het type Incentro-dienst.

## Historie
Al eerder had Nottingham een trambedrijf. Op 17 september 1878 werd de eerste paardentramlijn geopend. Dit particuliere tramnet had op zijn hoogtepunt een lengte van 12 kilometer. Op 16 oktober 1897 werd het vervoerbedrijf overgenomen door de gemeente Nottingham. Deze begon direct met elektrificatie. Op 1 januari 1901 werd de eerste elektrische tramlijn in gebruik genomen, en een jaar later reed er voor het laatst een paardentram. Op een gegeven moment had het net een lengte van 40 kilometer. Voor Britse begrippen vrij vroeg, reed op 5 september 1936 de laatste tram. De trolleybus die de tram verving hield het ook maar dertig jaar uit.

## Materieel
Op de Nottingham Express Transit-tramlijn rijden lagevloertrams van Adtranz, type Incentro. Voor dit type is gekozen omdat dit tramtype als een van de weinige kon voldoen aan de ambitieuze dienstregeling, waarbij op het buitentraject consequent 80 km/h gereden moet worden. Eerder werd gedacht aan Eurotram, maar de enkelbladsdeuren van deze tram waren echter te langzaam. De tram is 33 meter lang en 2,4 meter breed en 3,35 meter hoog. De trams zijn vijfdelig, waarbij de eindbakken gemotoriseerd zijn. Het middelste draaistel is een loopdraaistel. Het zijn tweerichtingsvoertuigen.
De kleuren van de trams zijn van onder naar boven: donkergroen, gevolgd door een zilverkleurige band en een zwart vlak rond de ramen. Bovenaan is de tram wit.
Alle 15 trams hebben een naam gekregen:
| Tram | Naam                       |
| ---- | -------------------------- |
| 201  | Torvill and Dean           |
| 202  | D.H. Lawrence              |
| 203  | William "Bendigo" Thompson |
| 204  | Erica Beardsmore           |
| 205  | Lord Byron                 |
| 206  | Angela Alcock              |
| 207  | Erica Beardsmore           |
| 208  | Dinah Minton               |
| 209  | Sydney Standard            |
| 210  | Sir Jesse Boot             |
| 211  | Erica Beardsmore           |
| 212  | Robin Hood                 |
| 213  | Mary Potter                |
| 214  | Dennis McCarthy            |
| 215  | Brian Clough               |

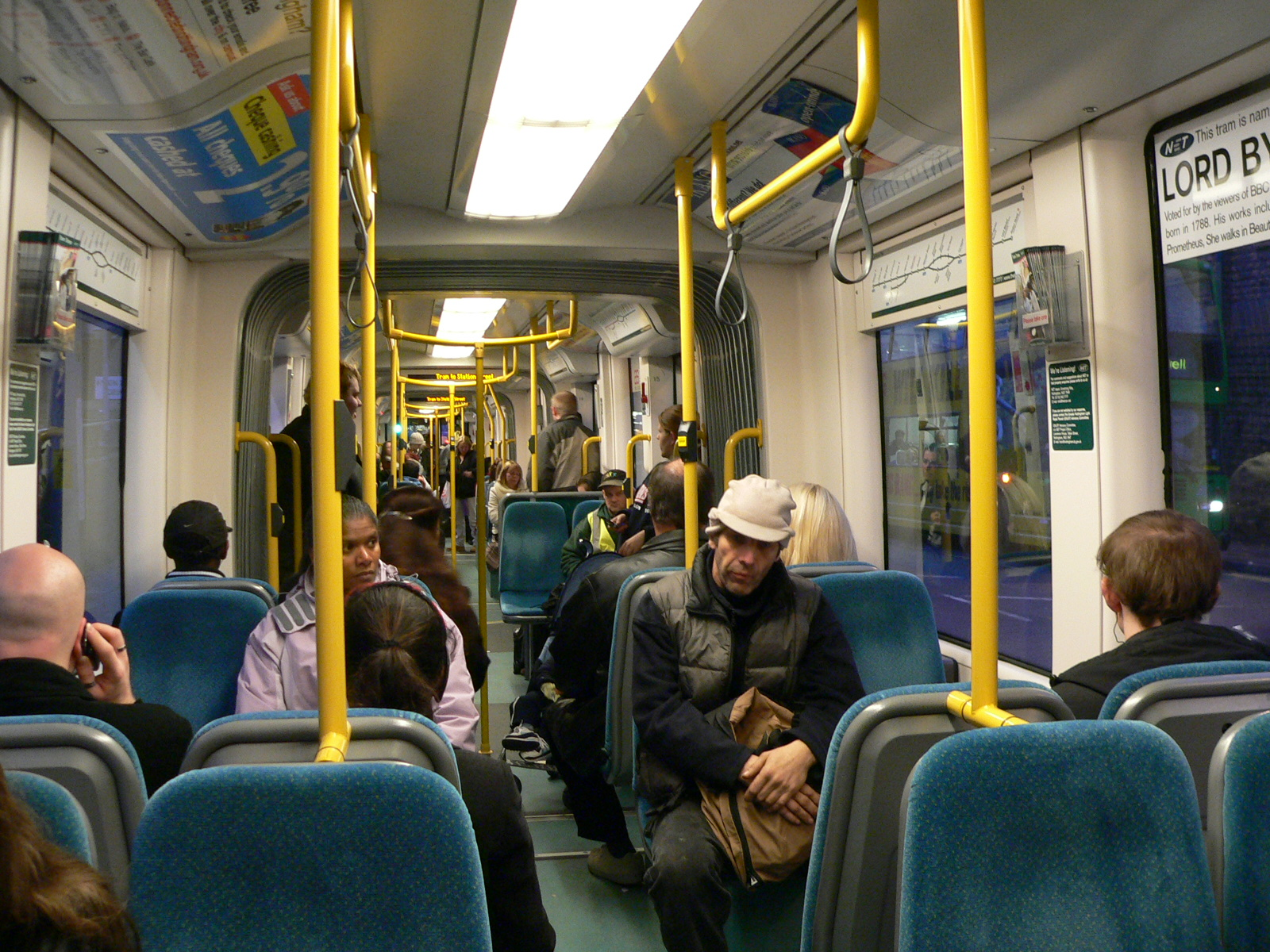

De trams zijn zeer betrouwbaar en zijn zeer snel door het publiek geaccepteerd. De zwevende tweede en vierde wagenbak hebben slechts vijf zitplaatsen, waardoor er veel staanplaatsen zijn. Om deze reden worden de trams vaak gebruikt door moeders met kinderwagens.

## Dagelijkse exploitatie
De trams rijden van maandag tot zaterdag van half zes 's ochtends tot half één 's nachts. Overdag rijden de trams elke vijf minuten, daarbuiten elke 10 minuten. Voor de vijfminutendienst zijn dertien trams nodig. Een verdere verdichting van de frequentie is met het huidige wagenpark niet mogelijk. In het eerste jaar na de opening zijn 8,4 miljoen reizigers vervoerd.
Een tramrit kost £ 1,20, in de spits 2 pond. Jongeren betalen de helft. De kaartverkoop en -controle vindt plaats door een lopende conducteur. Op sommige drukke haltes wordt ook op het perron verkocht door conducteurs.

## Haltes
- Station Street - Lace Market - Old Market Square - Royal Centre - Nottingham Trent University - High School - Forest Recreation Ground - (richting Hucknall/Phoenix Park: Noel Street - Beaconsfield Street - Shipstone Street) - (richting Station Street: Radford Road - Hyson Green Market) - Wilkinson Street - Basford - David Lane - Highbury Vale - (zijtak: Cinderhill - Phoenix Park) - Bulwell - Bulwell Forest - Moor Bridge - Butler's Hill - Hucknall